# Старе Кіхари
Старе Кіхари (пол. Stare Kichary) — село в Польщі, у гміні Двікози Сандомирського повіту Свентокшиського воєводства.
Населення — 120 осіб (2011).
У 1975-1998 роках село належало до Тарнобжезького воєводства.

## Демографія
Демографічна структура на день 31 березня 2011 року:
|          | Загалом | Допрацездатний вік | Працездатний вік | Постпрацездатний вік |
| -------- | ------- | ------------------ | ---------------- | -------------------- |
| Чоловіки | 55      | 4                  | 46               | 5                    |
| Жінки    | 65      | 11                 | 42               | 12                   |
| Разом    | 120     | 15                 | 88               | 17                   |